# Peter A. Bruck
Peter A. Bruck (* 8. Oktober 1950 in Wien) ist ein österreichischer Kommunikationswissenschaftler, Jurist und Unternehmensgründer. Er war wissenschaftlicher Gesamtleiter und Geschäftsführer der Research Studios Austria Forschungsgesellschaft (RSA FG) bis April 2021. Im Jahr 2012 gründete er die Ausgründung KnowledgeFox GmbH und war dort bis Ende 2016 alleiniger Geschäftsführer, seit 2017 ist Bruck Co-Geschäftsführer gemeinsam mit einem Medienmanager der Bonnier Mediengruppe. Im International Center for New Media in Salzburg erfüllt Bruck die Funktion des ehrenamtlichen Präsidenten. Er ist weiter Chairman of the Board of the European Academy of Digital Media-EADiM, Niederlande, und Chairman of the Board of Directors of the World Summit Award im Rahmen des United Nations process of the World Summit on the Information Society (WSIS).

## Leben

### Studien
Peter A. Bruck studierte Rechts-, Sozial- und Wirtschaftswissenschaften an der Universität Wien und beendete das Studium der Rechtswissenschaften als Dr. jur. Als Fulbright Scholar schloss Bruck mit einem Master of Arts in Soziologie an der University of Iowa, USA ab. Ein Abschluss als Ph.D. in Communication an der McGill University, Montreal als Graduate Studies and Humanities Fellow folgte 1984. Die 440 Seiten umfassende Doktorarbeit trug den Titel Power Format Radio. A Study of Canadian Current Affairs Radio.

### Professuren in Kanada und in Österreich
Von 1982 bis 1992 arbeitete Bruck als Professor of Journalism and Communication an der Carleton University in Ottawa, Kanada. Ebendort war Bruck auch Director of the Centre for Communication, Culture and Society, Faculties of Arts and Social Sciences.
Von 1990 bis 1995 war Bruck Professor auf Zeit für Publizistik- und Kommunikationswissenschaft an der Universität Salzburg, von 1994 bis 1998 Direktor des Instituts für Informationsökonomie und Neue Medien. Von 1995 bis 1997 war Bruck Gründender akademischer Direktor der FH Salzburg (ehemals Techno-Z Fachhochschule) wie auch Gründer und wissenschaftlicher Leiter der Techno-Z FH Forschungs- & Entwicklungsgesellschaft (ab 2000 Salzburg Research Forschungsgesellschaft).
Bruck ist zurzeit Honorarprofessor für Informationsökonomie und neue Technologien am Institut für Wirtschaftswissenschaften der Universität Salzburg und Adjunct Research Professor in Communications an der Carleton University in Ottawa, Kanada.

### Forschungsmanager und Unternehmensgründer
Bruck arbeitete als Leiter der Business Unit Interaktive Medien der Jet2Web Internet Services GmbH im Unternehmensverbund der Telekom Austria AG und Chief Content Officer der Telekom Austria von 2001 bis 2002.
Von 2002 bis 2008 war er Gesamtleiter der Research Studios Austria in der Unternehmensgruppe der Austrian Research Centers GmbH – ARC. Seit deren Ausgliederung im April 2008 ist Bruck Geschäftsführer und wissenschaftlicher Gesamtleiter der Research Studios Austria Forschungsgesellschaft mbH.
Bruck ist der Initiator des österreichischen Staatspreises für Multimedia und eBusiness (seit 1997) sowie der Leiter des EUROPRIX Multimedia Awards (seit 1998), des europäischen Wettbewerbs für die besten Multimedia-Inhalte. Bruck war Vorsitzender des Europaratausschusses für die Medienvielfalt in Europa (2002 bis 2007) und Mitglied des höchsten Beratungsgremiums der Vereinten Nationen für Informations- und Kommunikationstechnologien (UN ICT Task Force) in New York, sowie der UN Global Alliance for ICT and Development (seit 2006).
Bruck ist seit 2012 zudem CEO des Mikrolern-Unternehmens KnowledgeFox mit Sitz in Wien und Salzburg, organisiert eine Serie von MicroLearning-Konferenzen und treibt die Forschung im Bereich des Shareable Contents, der Semi-Automatisierung der Content-Erstellung und des sozialen Mikrolernens voran.

## Medienforschung von Boulevardformaten bis zum Mikrolernen
Die Forschungsinteressen von Peter A. Bruck konzentrieren sich auf die Entwicklung der neuen Kommunikationstechnologien und Informationsstrukturen und die dadurch bedingten Veränderungen in Geschäftsprozessen, Wirtschaft, Kultur und Gesellschaft.
Ein früher Schwerpunkt Brucks lag auf dem Import angloamerikanischer Theoriestränge in die europäische Kommunikationswissenschaft (Ethnomethodologie, Cultural Studies, Theorie der Oralität u. a.) und deren Anwendung auf boulevardformatige Medien. Mit Forschungen zur Kronen Zeitung leistete Bruck eine Neuausrichtung der Journalistik. Seit ca. 1995 widmet sich Bruck vermehrt der ökonomischen Analyse von Multimedia, Digitalmedien und des Internets.
Einen Schwerpunkt bildet seit mehreren Jahren die Forschung im Bereich Mikrolernen, mobiles Lernen im Kontext digitaler Medien, Return on Investment in Education sowie Microlearning & Gamification.
Das von Peter A. Bruck 2012 mitgegründete Mikrolern-Startup KnowledgeFox wurde 2017 von der Bonnier-Mediengruppe übernommen, die seitdem neuer Mehrheitseigentümer ist. Neue Forschungsschwerpunkte im Bereich des Mikrolernens sind aktuell Crowd-sourced Learning und semi-automatisierte Content-Kreation.

## Auszeichnungen
- 2005 Österreichisches Ehrenkreuz für Wissenschaft und Kunst.[10]

## Publikationen (Auswahl)
Peter A. Bruck veröffentlichte und redigierte zahlreiche Bücher, Forschungsberichte und wissenschaftliche Publikationen sowie Fachartikel auf den Gebieten der Kommunikation und der Neuen Medien sowie der Medien- und Informationswirtschaft.
Er ist Herausgeber der Buchreihe Smart Media and Applications Research beim Deutschen Universitäts-Verlag.
- Power Format Radio. A Study of Canadian Current Affairs Radio. Dissertation, McGill University, 1984.
- A Proxy for Knowledge. The News Media as Agents in Arms Control and Verification. (Hg.), Ottawa: Carleton University, 1988.
- Communications and Mass Media: Critical Views. Taylor + Francis, 1991.
- Medien im Krieg - Die zugespitzte Normalität. (Hg.) Salzburg: Österreichische Gesellschaft für Kommunikationsfragen, 1991.
- Das Österreichische Format: Kulturkritische Beiträge zur Analyse des Medienerfolges Neue Kronen Zeitung. (Hg. und Autor) Wien: Edition Atelier, 1991.
- Die Mozart Krone: Zur Empörung eines Boulevardblattes und der medialen Konstruktion eines Kulturkampfes. (Hg. und Autor) Wien/St. Johann: Österreichischer Kunst und Kulturverlag, 1991.
- Werbeboom und Medien - Zur Krise am Werbemarkt, eine medienökonomische Bewertung. Wien: Verlag Buchkultur, 1993.
- Medienmanager Staat - Von den Versuchen des Staates, Medienvielfalt zu ermöglichen. Medienpolitik im internationalen Vergleich. (Hg. und Autor) München: Verlag R. Fischer, 1994.
- Print unter Druck - Zeitungsverlage auf Innovationskurs. Verlagsmanagement im internationalen Vergleich. (Hg. und Autor) München: Verlag R. Fischer, 1994.
- Ökonomie und Zukunft der Printmedien - Neue Chancen für Verlagsmanagement und Medienpolitik. Wien: Österreichischer Kunst- und Kulturverlag, 1994.
- Digitales Österreich - Informationshighway: Initiativen, Projekte, Entwicklungen. (mit Andrea Mulrenin). Innsbruck – Wien: Studienverlag, 1995.
- Die ganz normale Vielfältigkeit des Lesens. (mit Günther Stocker). Opladen: Westdeutscher Verlag, 1996.
- Strategische Entwicklungen für die Europäische Verlagsindustrie im Hinblick auf das Jahr 2000. (mit Thomas Baubin). Studie von Andersen Consulting und Ienm im Auftrag der Europäischen Kommission, 1996.
- Österreichs Content Industry. Bestandsaufnahme und Marktstrategien'. (mit Hannes Selhofer). Wien: Buchkultur, 1997.
- Schulen am Netz. Innovative Projekte in Österreich. (Hrsg.) (mit Günther Stocker) Wien: Hölder-Pichler-Tempsky, 1997.
- X-ROM. Multimediaproduktion mit Kindern und Jugendlichen. (Hg. mit Guntram Geser). Innsbruck/Wien: Studienverlag, 1999.
- Schulen auf dem Weg in die Informationsgesellschaft. (mit Guntram Geser). Innsbruck/Wien: StudienVerlag, 2000.
- Understanding the European Content Industries. A Reader on the Economic and Cultural Contexts of Multimedia. (Editor & Author) Amsterdam/Berlin/Oxford/Tokyo/Washington DC: IOS Press, 2002.
- EUROPRIX Top Talents. The Book on Innovation in Multimedia. Wien: Österreichischer Kunst und Kulturverlag, 2003.
- Der österreichische Multimedia und e-Business Guide. Wien: Bundesministerium für Wirtschaft und Arbeit gemeinsam mit Wirtschaftskammer Österreich, 2001, 2002, 2003.
- E-Content: Technologies and Perspectives for the European Market. (Hg. mit Andrea Buchholz, Zeger Karssen und Ansgar Zerfaß) Springer, 2005.
- Microlearning: Emerging Concepts, Practices and Technologies: Proceedings of Microlearning Conference 2005. (Hg. mit Theo Hug, Martin Lindner, Peter A. Bruck) Innsbruck: University Press, Innsbruck, 2005.
- Micromedia & e-Learning 2.0: Gaining the big picture. Proceedings of Microlearning Conference 2006. (Hg. mit Theo Hug & Martin Lindner) Innsbruck: University Press, Innsbruck, 2006.
- Microlearning and Capacity Building. Proceedings of the International Microlearning 2008 Conference. (Hg. mit Martin Lindner) Innsbruck: University Press, Innsbruck, 2008.
- High performance multimedia. A reader on the technological, cultural and economic dynamics of multimedia. (Hg. mit Jak Boumans) Amsterdam: IOS Press, 2008.
- Multimedia and E-Content Trends. Implications for Academia. (Hg.) Wiesbaden: Vieweg, 2009.
- Touching interactivity., Salzburg: EuroPrix Office, 2010.
- Global Mobile: Applications and Innovations for the Worldwide Mobile Ecosystem. (Hg. mit Madanmohan Rao) Information Today Inc, 2013.

## Belege
1. ↑  — (Memento des Originals vom 13. Januar 2013 im Internet Archive)  Info: Der Archivlink wurde automatisch eingesetzt und noch nicht geprüft. Bitte prüfe Original- und Archivlink gemäß Anleitung und entferne dann diesen Hinweis.
2. ↑  — (Memento des Originals vom 25. Juli 2010 im Internet Archive)  Info: Der Archivlink wurde automatisch eingesetzt und noch nicht geprüft. Bitte prüfe Original- und Archivlink gemäß Anleitung und entferne dann diesen Hinweis.
3. ↑  http://digitool.library.mcgill.ca/R/?func=dbin-jump-full&object_id=72007&local_base=GEN01-MCG02
4. ↑  — (Memento des Originals vom 15. Dezember 2010 im Internet Archive)  Info: Der Archivlink wurde automatisch eingesetzt und noch nicht geprüft. Bitte prüfe Original- und Archivlink gemäß Anleitung und entferne dann diesen Hinweis.
5. ↑  Archivierte Kopie (Memento des Originals vom 22. Juli 2011 im Internet Archive)  Info: Der Archivlink wurde automatisch eingesetzt und noch nicht geprüft. Bitte prüfe Original- und Archivlink gemäß Anleitung und entferne dann diesen Hinweis.
6. ↑  Rudolf Felser: KnowledgeMatch verbindet Spiel mit messbarem Lernerfolg, in: Computerwelt, 9. November 2015
7. ↑  red.: Schwedische Mediengruppe Bonnier steigt bei Wiener Lern-Startup ein, in: Der Standard, 11. Januar 2017
8. ↑  Stefan Weber: 2017 startet mit Breaking News: Schwedische Mediengruppe Bonnier steigt bei KnowledgeFox ein, KnowledgeFox-Newspost, 11. Januar 2017

| Personendaten    | Personendaten                                               |
| ---------------- | ----------------------------------------------------------- |
| NAME             | Bruck, Peter A.                                             |
| KURZBESCHREIBUNG | österreichischer Kommunikationswissenschaftler und Forscher |
| GEBURTSDATUM     | 8. Oktober 1950                                             |
| GEBURTSORT       | Wien                                                        |